# Wasserkraftwerk Siesel
Das Wasserkraftwerk Siesel ist ein Laufwasserkraftwerk an der Lenne in Plettenberg. Es wurde 1898 in Betrieb genommen. Die drei Francis-Turbinen aus dem Jahre 1921 haben eine Leistung von jeweils 600 Kilowatt. Das Kraftwerk wird von Mark-E betrieben.
Am Standort befand sich bis Ende des Zweiten Weltkriegs auch ein Dampfkraftwerk.